# Xanthomyrtus flavida

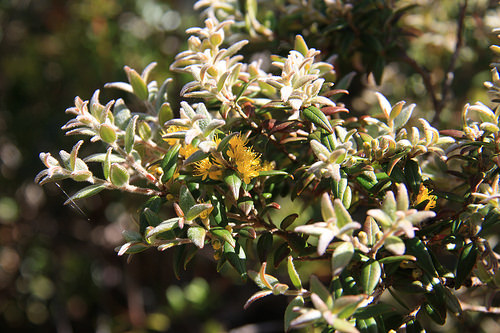

Xanthomyrtus flavida är en myrtenväxtart som först beskrevs av Otto Stapf, och fick sitt nu gällande namn av Friedrich Ludwig Diels. Xanthomyrtus flavida ingår i släktet Xanthomyrtus och familjen myrtenväxter.

## Underarter
Arten delas in i följande underarter:
- X. f. flavida
- X. f. latifolia